# Laelia angustipennis
Laelia angustipennis är en fjärilsart som beskrevs av Walker. Laelia angustipennis ingår i släktet Laelia och familjen tofsspinnare. Inga underarter finns listade i Catalogue of Life.